# Linje 250S
Linje 250S er en buslinje i København, der kører mellem Bagsværd St. og Dragør Stationsplads. Linjen kører døgnet rundt med undtagelse af strækningen mellem Bagsværd St. og Gladsaxe Trafikplads, der ikke betjenes om natten. Linjen er en del af Movias S-busnet og er udliciteret til Umove, der driver linjen fra sine garageanlæg i Bagsværd og Tårnby. I 2024 havde linjen ca. 3,5 mio. passagerer.
Linje 250S blev oprettet mellem Buddinge St. og Københavns Lufthavn 25. september 1994. Ved oprettelsen erstattede den linje 64, 74E og 163E. I 2008 blev den omlagt, så den i stedet for at køre til Lufthavnen kom til at køre til Islands Brygge. Herfra forlængedes den i 2012 til Bella Center St. I forbindelse med åbningen af metrostrækningen Cityringen i 2019 blev linjen omlagt på Amager til at køre til Dragør Stationsplads i stedet for til Bella Center St. Desuden blev den omlagt via Nørrebro St. i stedet for via Bispeengbuen. Endelig blev den omlagt og forlænget til Bagsværd St. i stedet for til Buddinge St.
Fra 3. april 2001 til 21. oktober 2012 blev linjen betjent af dobbeltdækkerbusser. De kørte også på enkelte andre linjer i Hovedstadsområdet, men linje 250S blev både den første og sidste linje til at have dem. Tanken med dem var, at de skulle give plads til flere passagerer uden at tage mere plads op på gaderne. Imidlertid betød højden, at der var en del broer, de ikke kunne komme under, hvilket begrænsede hvor de kunne bruges.

## Historie
De første konkrete planer til det, der ville blive til S-busnettet, fremkom i Kollektiv Trafikplan 1989, hvor det blev foreslået at oprette syv såkaldte "superbuslinjer" i årene 1989-1993 og yderligere en efter 1993. Tanken var, at de skulle fungere som regionale forbindelser på tværs af de eksisterende S-baner og fjernbaner og samtidig komplettere dem. Rejsehastigheden skulle være høj med få stoppesteder undervejs, ligesom frekvensen og komforten også skulle være høj. Derudover skulle der være et samlet design- og sloganprogram for hele det nye system. Endelig var det tanken, at de nye linjer ikke bare skulle have numre, men også kunne have hver deres navn, der skulle stå med store bogstaver på siden af busserne.
En af de påtænkte linjer var en dobbeltradiallinje med betegnelsen Superbus "Langebro" og linjeføringen Gladsaxe Trafikplads - Bellahøj - Hovedbanegården - Langebro - Amagerfælledvej - Englandsvej - Tårnby - Dragør. Den nye linje ville erstatte linje 64 til Gladsaxe og linje 73E til Dragør, idet den i modsætning til sidstnævnte ville komme til at køre i hele driftstiden og ikke kun i dagtimerne. Når den planlagte tunnelbane til Amager åbnede, skulle linjen deles i to, hvor Dragør-delen så kunne få endestation ved den nye Amagerbro St. Navnet "Langebro" hentydede til Langebro mellem Sjælland og Amager, som linjen ville køre over.
De første tre linjer i det nye net blev oprettet af det daværende Hovedstadsområdets Trafikselskab (HT) 21. oktober 1990. På det tidspunkt var navnet Superbusser blevet ændret til S-busser, ligesom idéen med navne på de enkelte linjer var blevet droppet til fordel for numre med hele hundreder, her linje 300S, 400S og 600S. De næste skud på stammen kom 2. juni 1991 med oprettelsen af linje 200S og 23. maj 1993 med oprettelsen af linje 500S.
Superbus "Langebro" blev imidlertid til at starte med virkeliggjort i form af en ekspresbuslinje, 163E, der blev oprettet 28. april 1991. Den kørte i dagtimerne mandag-fredag Værebroparken - Gladsaxe Trafikplads - Høje Gladsaxe - Bellahøj - Rådhuspladsen - Langebro - Amagerfælledvej - Sundbyvester Plads - Københavns Lufthavn. Året efter blev den dog afkortet fra Værebroparken til Gladsaxe Trafikplads og indskrænket til kun at køre i myldretiderne. 26. september 1993 blev der til gengæld oprettet en til forgænger til linje 250S i form af linje 74E. Den kørte i myldretiderne Buddinge St. - Søborg Hovedgade - Tagensvej - Nørreport St. - Hovedbanegården - Langebro - Amagerbrogade - Sundbyvester Plads.

### Oprettelsen og de første år
25. september 1994 blev Superbus "Langebro" så oprettet reelt som S-buslinjen 250S. Den nye linje fik linjeføringen Buddinge St. - Høje Gladsaxe - Bellahøj - Bispeengbuen - Hovedbanegården - Langebro - Amagerbrogade - Sundbyvester Plads - Københavns Lufthavn. Den erstattede linje 74E og 163E, der begge blev nedlagt. Desuden var den med til at erstatte linje 64 mellem Ballerup St. og Rådhuspladsen, der også blev nedlagt. Derudover erstattede linje 250S en del af linje 32, der blev afkortet fra Lufthavnen til Sundbyvester Plads. Den oprindeligt påtænkte kørsel til Dragør fra planerne om Superbus "Langebro" indgik senere delvist i linje 350S, der blev oprettet 24. september 1995.
Linje 250S var den første S-buslinje til at køre gennem det centrale København, hvor de hidtidige linjer kørte på tværs gennem forstæderne og omegnen. Det betød dog også, at målet om en rejsehastighed på mindst 40 km/t på S-busserne måtte sænkes til 25 km/t her på grund af bytrafikken. En anden ændring omfattede nummer-princippet for S-busserne, så tværlinjer fremover fik numre, der ender på 00, mens radiallinjer fik numre, der ender på 50. Der havde i øvrigt tidligere eksisteret en linje 250 mellem Køge og Ringsted, men den var blevet omnummereret til linje 252 i maj 1994 for at frigøre nummeret.
Fra starten var driften på linje 250S forstærket i myldretiderne mellem Bellahøj og Sundbyvester Plads, men det blev ændret flere gange i de følgende år. I første omgang blev ekstrakørslen ændret 1. januar 1995, så der mod nord enten blev kørt fra Københavns Lufthavn til Bellahøj eller fra Sundbyvester Plads til Buddinge St. Fra 28. maj 1995 koncentrerede man imidlertid ekstrakørslen på den sydlige halvdel af linjen, så der kørtes mellem Rådhuspladsen og Lufthavnen i begge retninger, idet en ny linje 67 samtidig erstattede kørslen nord for Rådhuspladsen. 2. juni 1996 afkortedes ekstrakørslen fra Rådhuspladsen til Hovedbanegården men forlængedes tilbage igen 28. september 1997. I den modsatte ende afkortedes den fra Lufthavnen til Sundbyvester Plads 27. september 1998 i forbindelse med indvielsen af Øresundsbanen til Lufthavnen.
Fra 1997 til 2002 fandt det såkaldte Priobus-forsøg sted på Amagerbrogade. Priobus var et avanceret satellitbaseret styrings- og informationssystem, der skulle sørge for hurtigere og mere præcise busser samt bedre information til passagererne. I de 114 busser, der kørte ad gaden på linje 2, 11, 28, 73E, 250S og 350S, var der displays, der viste næste stoppested og forventet ankomst til knudepunkter. Ved syv stoppesteder var der displays, der viste hvilke linjer der kom hvornår. Endelig var der anlagt 1,6 km ny busbane på strækningen, og lyssignalerne var indrettet til at give forsinkede busser forret. Forsøget blev indviet af trafikminister Bjørn Westh 4. november 1997.
I 1999 fejrede HT sit 25 års jubilæum. Det blev blandt andet markeret ved, at en ældre ledbus blev indrettet som Jubibus med græstæppe, fotostater, biografstole og en bogreol i den bagerste halvdel. Den fungerede således som passagerernes drøm om en bus, når der ikke skulle tages hensyn til økonomi og antal siddepladser. Jubibussen kørte på skiftevis linje 300S, 307, 121 og 250S i dagene op til jubilæet 1. oktober, hvor den var udstillet sammen med andre busser på Nytorv. Mange ærgrede sig imidlertid over, at de ikke nåede at opleve Jubibussen. Den blev derfor indsat på linje 150S fra 18. oktober og måneden ud, hvorefter bussen og indholdet blev leveret tilbage til deres respektive ejere. HT indgik efterfølgende som en del af det nyoprettede Hovedstadens Udviklingsråd (HUR) 1. juli 2000, hvor det hovedsageligt fortsatte som HUR Trafik. Det indgik siden i Movia 1. januar 2007.

### Til Teglholmen eller ej?
Ved årtusindskiftet begyndte fremtiden efterhånden at melde sig i form af den forestående åbning af metroen, der ville medføre reduktioner i busnettet. I den forbindelse foreslog HT, at der skulle etableres et net af stambusser, senere kendt som A-busser, i og omkring Københavns og Frederiksberg Kommuner i form af seks linjer med hyppig drift. De ville blandt andet erstatte hele eller dele af flere S-buslinjer, mens de resterende så til gengæld i højere grad ville kunne fungere som hurtige forbindelser mellem forstæderne og centrum. Ved offentliggørelsen af planerne i 2000 var det tanken, at linje 250S ikke længere skulle køre over Langebro til Lufthavnen men omlægges ad Kalvebod Brygge og Vasbygade til Sydhavns Plads. Strækningen til Lufthavnen ville så overgå til den senere linje 5A.
I et forslag til stambusnettet i april 2001 blev planerne gjort mere konkrete. Her var den omlagte linje 250S ført videre ud på Teglholmen. Desuden bemærkedes det, at omlægningen ad Kalvebod Brygge ville erstatte linje 150S' kørsel til Fisketorvet dér. Imidlertid havde stambusplanen som helhed den følge, at de fleste andre linjer i Københavns og Frederiksberg Kommuner også ville blive berørt. Som alternativ arbejdedes derfor med et referencebusnet, hvor det eksisterende busnet blev bibeholdt i størst muligt omfang, men med de reduktioner metroen medførte. Her ville linje 250S beholde sin rute, men ekstrakørslen mellem Sundbyvester Plads og Rådhuspladsen skulle reduceres. Ulempen ved referencebusnettet var dog, at S-busserne sprang en del stoppesteder over, som andre linjer så måtte betjene. Noget der betød, at en del strækninger fik dobbelt betjening. For eksempel ville linje 250S på den måde fortsat blive suppleret af linje 11 på Amagerbrogade og linje 68 til Gladsaxe.
Slutresultatet blev, at HUR besluttede at indføre stambusnettet i tre etaper ved sit møde den 26. oktober 2001. Ændringerne i den første etape ved metroens åbning i oktober 2002 blev vedtaget af HUR på et møde den 28. februar 2002, men uden den planlagte omlægning af linje 250S til Teglholmen. Den beholdt således sin hidtidige rute, men ekstrakørslen mellem Sundbyvester Plads og Rådhuspladsen blev erstattet af den nyoprettede linje 5A. Til gengæld kom linje 5A så ikke til Lufthavnen som i de tidligere planer, da linje 250S netop fortsatte med at køre dertil.
Indførelsen af metroen og A-busserne fik også betydning for Priobus-forsøget, der blev lukket 1. oktober 2002. Alle seks linjer der var involveret i forsøget blev enten nedlagt eller ændret, og det ville blive dyrt og besværligt at flytte IT-udstyret over i de busser, der ville komme til at køre på gaden i stedet. Desuden var systemet blevet overhalet af den teknologiske udvikling. Så passagererne måtte finde sig i, at de elektroniske displays blev slukket for først senere at blive erstattet af mere avanceret udstyr med samme funktion. Busbaner og fremkørselssignaler forblev dog i brug uanset afviklingen af resten af projektet.

### Til Islands Brygge og natdrift
I 2004 betød anlægget af metroens Østamagerbanen mellem Amagerbro og Lufthavnen et par ændringer. I første omgang omlagdes linje 250S 23. maj 2004 ad Kastruplundgade – Alleen – Amager Strandvej i stedet for ad Skøjtevej. Mindre end et halvt år senere, 17. oktober 2004, ændredes kørslen til Saltværkvej – Amager Landevej. Årsagen til den nye ændring var, at banen hverken ville kunne passeres ved Alleen, hvor den nye Kastrup St. anlagdes, eller ved Skøjtevej, hvor banens bro over vejen blev for lav til de længere nede omtalte dobbeltdækkerbusser. Østamagerbanen åbnede 28. september 2007, men den medførte ingen ændringer af betydning på linje 250S. Godt nok forventedes metroen at tage passagerer fra busserne i området, men linje 250S blev primært brugt lokalt på sin strækning mellem Amagerbro og Lufthavnen et stykke fra den nye bane. I stedet blev det de mere direkte berørte linje 2A og 12, der måtte holde for.
Linje 250S blev så til gengæld berørt, da der skete en række omlægninger af busnettet på Amager 16. marts 2008. Her måtte linje 250S sige farvel til Lufthavnen og goddag til Islands Brygge, hvor et tidligere industrikvarter var ved at blive omdannet til et boligområde. Mere konkret omlagdes linjen fra Amager Boulevard ad Klaksvigsgade, Isafjordsgade og Artillerivej til den daværende endestation for enden af sidstnævnte gade. Omlægningen betød, at linje 250S erstattede linje 40, Islands Brygges traditionelle buslinje, der omlagdes til Refshaleøen, mens kørslen til Lufthavnen blev overtaget af linje 5A, der forlængedes dertil. Omlægningen betød desuden, at linje 250S overtog linje 40's ekstrakørsel i myldretiden mellem Hovedbanegården og Artillerivej. Til gengæld betød det også en devaluering af S-buskonceptet med stop ved alle stoppesteder på Islands Brygge, hvis sydlige del ikke betjentes af andre linjer. Også andetsteds blev linjen ændret, idet den omlagdes ad Rosenørns Allé forbi Forum St. for at give forbindelse til metroen.
I 2011-2012 blev kørslen på Islands Brygge ændret flere gange. I første omgang omlagdes linjen midlertidigt 20. juni 2011 ad gaden Islands Brygge i stedet for ad Artillerivej. Forløbet af den sydlige del af Artillerivej blev efterfølgende omlagt med inddragelse af den hidtidige August Gardes Vej, så den kom i direkte forbindelse med den hidtidige Lossepladsvej, der også blev en del af Artillerivej. Linje 250S forlængedes 1. april 2012 ad den nye del af Artillerivej og videre ad Vejlands Allé til Bella Center St. Myldretidsturene kom dog til at ende ved garageanlægget ved Thorvald Borgs Gade. Det var tanken, at forlængelsen kun skulle ske i sommerhalvåret, men 21. oktober 2012 blev den gjort helårlig. Samtidig ændredes sløjfekørslen ved Bella Center St. til kørsel mod uret, hvor der til at begynde med var kørt med uret. På Islands Brygge ophørte den midlertidige omlægning fra året før, så der atter kørtes ad den hidtidige del af Artillerivej. Myldretidsturene afkortedes til gengæld til Kigkurren.
13. april 2014 blev linjen omlagt ad Rosenørns Allé – Bülowsvej i stedet for ad H.C. Ørsteds Vej – Åboulevard som følge af problemer med kø.
I marts 2015 afleverede COWI et notat til Movia og Region Hovedstaden med forslag til nye og ændrede regionale buslinjer i regionen, som den havde overtaget ansvaret for 1. januar 2015. Et af forslagene omfattede en forlængelse af linje 250S til Hillerød. Tanken var, at den i stedet for at køre til Buddinge St. skulle køre via Gladsaxe Trafikplads og ad Hillerødmotorvejen med en omvej via Værebroparken i Bagsværd samt via Værløse St. og Farum St. I Hillerød skulle den betjene Hillerød St. og ende ved Nordsjællands Hospital - Hillerød. Forlængelsen ville opfylde et ønske fra Hillerød om en direkte forbindelse til Farumbanen og give en forbindelse mellem Novo Nordisks hovedkvarter i Bagsværd og deres arbejdspladser i Hillerød. Kørslen mellem Hovedbanegården og Bella Center St. skulle til gengæld overgå til en ny eller omlagt linje. Notatet gav efterfølgende grundlag for et forslag til trafikbestilling for 2016 til Region Hovedstaden, men her var ændringerne af linje 250S gledet ud.
I september 2016 blev der til gengæld indgået et forlig i Region Hovedstaden om budgettet for 2017, der blandt andet kom til at medføre flere besparelser og ændringer på de regionale buslinjer. For linje 250S betød det, at den fra natten mellem 29. og 30. januar 2017 kom til at køre en gang i timen om natten, hvorved den erstattede dele af linje 92N mellem København og Frederikssund og 96N mellem København og Slangerup, der begge nedlagdes. Derudover var det endnu en gang på tale at afkorte linje 250S fra Bella Center St. til Hovedbanegården, men det blev heller ikke til noget denne gang.

### Nyt Bynet
29. september 2019 åbnede Metroselskabet metrostrækningen Cityringen. Det kom blandt andet til at berøre linje 250S, som kom til at møde Cityringen ved Hovedbanegården og den nye Nuuks Plads St. Mange andre linjer blev også berørt, så derfor ændrede Movia det københavnske busnet 13. oktober 2019 til det, de kaldte for Nyt Bynet. Grundlaget for ændringerne blev skabt i forbindelse med udarbejdelse af Trafikplan 2016, der blev godkendt af Movias bestyrelse 23. februar 2017. Planerne blev efterfølgende mere konkrete med præsentationen af Nyt Bynet i januar 2018 med enkelte efterfølgende ændringer.
Nyt Bynet medførte store omlægninger af linje 250S. I myldretiderne kom linjen til at køre fra Bagsværd St. ad Hillerødmotorvejen og Gladsaxe Ringvej til Gladsaxe Trafikplads, der blev endestation resten af tiden. Herfra fortsattes videre ad Gladsaxe Møllevej - Hillerødmotorvejen - Hareskovvej - Frederikssundsvej til Nørrebro St. Derefter kørtes ad Nordre Fasanvej – Hillerødgade – Lundtoftegade til Borups Plads, hvorfra der fortsattes ad den hidtidige rute via Rosenørns Allé og Hovedbanegården til Amager Boulevard. Derfra kørtes ad linje 350S' hidtidige rute ad Amagerbrogade – Tårnbyvej – Englandsvej – Krudttårnsvej til Dragør Stationsplads. Og på den måde fik linje 250S kuriøst nok i store træk den oprindeligt tiltænkte linjeføring for Superbus "Langebro" mellem Gladsaxe Trafikplads og Dragør. Der kørtes dog stadig ad Amagerbrogade i stedet for den i 1989 påtænkte kørsel ad Englandsvej.
Kørslen på Islands Brygge blev overtaget af linje 68, der forlængedes ad linje 250S' hidtidige rute til Bella Center St., og af linje 77 der omlagdes. Betjeningen af Høje Gladsaxe overtoges af linje 4A, der omlagdes via Gladsaxevej til Buddinge St. Borups Allé måtte til gengæld nøjes med linje 68's hidtidige kørsel der, og på Bispeengbuen ophørte buskørslen helt. Et års tid efter ændredes kørslen ved Nørrebro St., da afsluttede vejarbejder efter metrobyggeriet gjorde det muligt at køre øst om den i stedet for vest om ad Nordre Fasanvej. Omkring 16. august 2020 omlagdes linje 250S derfor i retning mod Bagsværd St. ad Lundtoftegade - Hyltebro - Nørrebrogade. 7. oktober 2020 omlagdes den også i modsat retning men ad Folmer Bendtsens Plads i stedet for Hyltebro.
I maj 2020 besluttede Region Hovedstaden igen at spare på den kollektive trafik. Det ville blandt andet gå ud over linje 250S, der skulle afkortes fra Bagsværd St. til Gladsaxe Trafikplads, da kun få procent benyttede den pågældende strækning. Det gav dog anledning til protester fra Gladsaxe Kommunes borgmester Trine Græse: "Mine borgere er ikke procenter, de er borgere. 125.000 påstigninger forsvinder på 250S – det synes jeg ikke, er ”ikke nogen”. Ruten er under et år gammel, og Movia siger selv, at sådan noget har en indkøringsperiode, for at folk finder ud af, at der er en ny god rute. Den har ikke fået lov at bevise sit værd." Protesten blev åbenbart hørt, for da der blev indgået et budgetforlig for 2021 i regionen i september 2020, blev der fundet penge til at undgå forkortelsen.
Region Hovedstaden undersøgte også, om der kunne spares noget ved at lade linje 250S køre direkte ad H.C. Andersens Boulevard i stedet for via Hovedbanegården. Konklusionen var, at der kunne spares et til to minutters køretid, men at omlægningen ville koste tilsvarende i passagertal og derved indtægter. Der blev derfor ikke gået videre med den tanke.

### Omlægning i Gladsaxe
Gladsaxe Kommune gjorde sig imidlertid også selv tanker om omlægninger af linje 250S i løbet af 2020. Omlægningen ad Gladsaxe Møllevej i forbindelse med Nyt Bynet havde godt nok givet 600 flere passagerer der dagligt, men ved Høje Gladsaxe var det faldet med 200. Det var ellers meningen, at to tidligere stoppesteder på Hillerødmotorvejen syd for Høje Gladsaxe skulle have været genetableret, men Vejdirektoratet mente ikke, at trafiksikkerheden ved dem ville være tidssvarende. Kommunens teknik- og miljøudvalg besluttede så i stedet at arbejde videre med fire scenarier for linje 250S, som Movia efterfølgende udarbejdede et notat om i august 2020.
Scenarie A gik på at dele linjen i to, hvoraf en skulle køre via Høje Gladsaxe og Vandtårnsvej til Gladsaxe Trafikplads og en anden via Hillerødmotorvejen, Gladsaxe Møllevej og Gladsaxe Trafikplads til Bagsværd St. Det ville give bedre betjening af Høje Gladsaxe men gå udover Gladsaxe Møllevej. Desuden ville den splittede linje ikke kunne leve op til S-buskonceptet men måtte nedgraderes til almindelig(e) linje(r). Scenarie B gik på en fuldstændig omlægning af linje 250S via Høje Gladsaxe og Vandtårnsvej. Det ville give Høje Gladsaxe en hyppig betjening, men til gengæld gå ud over Gladsaxe Møllevej. Scenarie C gik på uændret linjeføring, idet kommunen så skulle bruge 6 mio. kr. på at få stoppestederne på Hillerødmotorvejen genetableret. Endelig gik scenarie D på en omlægning af linjen via Høje Gladsaxe og Gladsaxe Ringvej til Gladsaxe Trafikplads. Herfra skulle den så fortsættes ad Gladsaxe Møllevej og videre mod Bagsværd St. ad Hillerødmotorvejen i myldretiderne. Det ville dog give en større omvejskørsel.
I oktober 2020 valgte Gladsaxe Kommune at arbejde videre med en grendeling af linje 250S. Desuden skulle der ses på en ide fra Movia om, at grenen via Høje Gladsaxe kunne føres til Bagsværd Erhvervskvarter i stedet for til Gladsaxe Trafikplads. Men da linje 250S er en regional linje, måtte Region Hovedstaden og de øvrige kommuner linjen betjener også inddrages. Københavns, Tårnby og Dragør Kommuner var imod, da grendelingen kunne forvirre, og nedgraderingen fra S-bus koste passagerer. På regionens trafikudvalgs møde i marts 2021 mødte grendelingen en vis støtte på betingelse af, at statussen som S-bus kunne opretholdes. Der kunne dog ikke opnås politisk enighed i regionen om det. I stedet gik Gladsaxe Kommune så i dialog med regionen og Københavns Kommune om genetablering af stoppestederne på Hillerødmotorvejen. Regionspolitikerne skaffede efterfølgende fuld finansiering til genetablering af stoppestederne. De kom dog ikke lige med det samme, men i juni 2022 var status, at regionen ville gå i dialog med Vejdirektoratet om det.
I foråret 2022 arbejdede Gladsaxe Kommune, Region Hovedstaden og Movia videre med ideen om at lade linje 250S betjene Bagsværd Erhvervskvarter. Nu var det dog tanken, at lade linje 250S overtage linje 165's strækning fra Gladsaxe Trafikplads ad Gladsaxe Møllevej - Klausdalsbrovej - Krogshøjvej mv. til Bagsværd St. Derved ville man undgå parallelkørsel og samtidig give erhvervskvarteret og boligområderne en direkte forbindelse til det centrale København. Linje 250S ville desuden få sin kørsel til Bagsværd St. udvidet til dag- og aftentimerne. Men for at holde rejsetiden nede skulle fire svagt benyttede stoppesteder på Krogshøjvej slås sammen, mens et par andre, der betjentes af andre linjer, skulle springes over. Derudover anbefalede Movia en omlægning ad Brudelysvej i stedet for Laurentsvej, da oplandet så ville blive større. Trafik- og Teknikudvalget i Gladsaxe Kommune vedtog ændringen 31. oktober 2022. Efter at de fysiske tiltag var foretaget, blev linje 250S omlagt og linje 165 tilsvarende forkortet ved køreplansskiftet 10. december 2023. Samtidig blev Bagsværd St. så også endestation for alle afgange på linje 250S i dag- og aftentimerne. Stoppestederne på Hillerødmotorvejen ved gangbroen mellem Høje Gladsaxe og Tingbjerg genåbnede 12. februar 2024.

### Flere planer og undersøgelser
I august 2023 udarbejdede Movia et sparekatalog til Region Hovedstaden, hvis budget de kommende år var under pres. En af mulighederne her var at afkorte linje 250S til at køre mellem Hovedbanegården og Bagsværd St. Linje 500S skulle så til gengæld forlænges fra Ørestad St. via Tårnby til Dragør. Længere nordpå på Amagerbrogade og Amager Landevej forventedes mange at kunne bruge den parallelt kørende linje 5A. I Dragør ville passagererne imidlertid miste den direkte forbindelse til det centrale København men måtte skifte på Ørestad St. til tog eller metro. Det var Dragørs borgmester Kenneth Gøtterup, der betegnede sin kommune som en pendlerkommune, dog ikke tilfreds med: "Det vil have den betydning, at vores borgere er dårligere stillet rent bus-mæssigt til og fra København. Og det er der, hvor størstedelen af vores borgere rejser hen, når de tager ud af Dragør."
Da regionsrådet indgik budgetforlig 4. september 2023 nøjedes man imidlertid med en frekvensreduktion på linje 300S og så bort fra resten af sparekataloget. Regionsrådsformand Lars Gaardhøj forklarede: "Vi har en klar ambition om at styrke den kollektive trafik i regionen som en god og bæredygtig måde at komme omkring. Derfor var det vigtigt for politikerne på tværs af partier, at den pressede økonomi gik mindst muligt ud over de regionale busser og lokaltogene." I stedet blev pengene hentet fra ubrugte midler fra tidligere år og udskydning af oprensning af jordforurening.
I januar 2024 udarbejdede Urban Creators en kortlægning og analyse af natbetjeningen for Region Hovedstaden, der var ved at undersøge mulighederne for at styrke den. Generelt blev det bemærket, at de S-buslinjer, der kørte om natten, havde samme linjeføring som om dagen, hvilket gav en nem genkendelig betjening på de centrale strækninger. Det blev desuden bemærket, at på hverdagsnætter var det største antal passagerer i S-busserne mellem kl. 3 og 4, hvilket kunne tyde på, at de blev brugt af pendlere, der skulle møde før kl. 5. For linje 250S som sådan blev det noteret, at den havde 85 passagerer i gennemsnit på en hverdagsnat mellem kl. 1 og 5. I en weekendnat havde linje 250S 310 passagerer i gennemsnit. I modsætning til linje 150S og 350S, hvor de fleste passagerer kørte ud af København, var det en mere ligelig fordeling mellem retningerne på linje 250S, formentlig fordi den var en dobbeltradial. Analysen førte efterfølgende til forskellige anbefalinger, blandt andet indførelse af natdrift på de øvrige S-buslinjer, men ikke noget specifikt for linje 250S.

## Materiel
Ved oprettelsen 25. september 1994 blev linje 250S drevet fra Busdivisionen, senere Bus Danmarks, garage på Artillerivej på Islands Brygge. Der blev udtaget syv busser af DAB-Silkeborg serie 7 fra 1989 (bus nr. 1842-1848) og femten Volvo B10M/Aabenraa-bybusser fra 1984-1985 (nr. 1621-1632 og 1665-1667). Nogle af dem var dog ikke klar ved oprettelsen, da de først skulle gennem renoveringsprogrammet ReBus, hvor de blandt andet blev forsynet med S-bus-stole. Indtil de kunne indsættes i december 1994 og januar 1995, blev de erstattet af Volvo B10M/Aabenraa-bybusser, der allerede havde gennemgået ReBus, men som havde fået almindelige stole. I alle tilfælde var der dog tale om 12 m lange busser med højt gulv og trin ved ind- og udstigning.
Linje 250S fik imidlertid hurtigt mange passagerer, så i sommeren 1996 blev det meste af driften overtaget af 14 nye ledbusser af typen Mercedes-Benz O405GN med lavt gulv (nr. 1971-1984). Nogle af de hidtidige højgulvsbusser kunne dog også stadig ses på linjen (nr. 1622, 1628 og 1842-1848). Ledbusserne kunne til gengæld også ses på natbuslinje 921 mellem København og Køge, som linje 250S kom til at dele busser med fra køreplansskiftet 2. juni 1996. En anden ændring den dag var, at garagen på Artillerivej lukkede, hvorefter linje 250S og 921, fra 1998 97N, flyttede til Bus Danmarks garageanlæg i Islev. I 1999 blev Bus Danmark solgt til Arriva med officielt navneskift 30. maj 1999. Samme dag flyttede linje 250S til garageanlægget i Ballerup. Baggrunden for begge flytninger var, at Bus Danmark havde mistet anden kørsel i forbindelse med udliciteringer af busdriften.

### Dobbeltdækkerbusser
I slutningen af 1990'erne begyndte HT at gøre sig tanker om indsættelse af dobbeltdækkerbusser på store linjer. De ville have plads til omtrent lige så mange passagerer som de ledbusser, der blandt andet kørte på linje 250S på det tidspunkt, men de ville have en større andel af siddepladser, samtidig med at de ville optage mindre plads på gaderne. Tanken var for så vidt ikke ny, og DSB havde da også haft op til fire dobbeltdækkerbusser i daglig drift på linje 121 ad Gammel Køge Landevej fra 1949 til 1964. I 1970 forsøgte Københavns Sporveje (KS) sig med to dobbeltdækkerbusser lånt fra Stockholm på linje 14. Busserne var en succes hos publikum, men flere lave jernbaneviadukter begrænsede hvilke linjer, de kunne indsættes på. Det var da også en væsentlig årsag til, at DSB og KS' arvtager HT i 1975 i stedet valgte at satse på ledbusser.
I april 1998 forsøgte HT sig imidlertid igen, nu på linje 250S med en dobbeltdækkerbus lånt i Berlin, som passagererne overvejende viste sig positive overfor. En undersøgelse i form af ca. 200 interviews og flere hundrede spørgeskemaer viste, at 71 % af passagererne syntes, at det var godt at køre med dobbeltdækkerbussen, mens 17 % syntes det var dårligt. Især udsigten fra 1. sal var tiltrækkende. En chauffør bemærkede, at bussen var at god at køre, men at man godt kunne mærke, når der var mange passagerer ovenpå men næsten ingen nedenunder, fordi bussen så duvede mere end de enetages busser. En af ulemperne ved prøvebussen var dog, at der kun var 1,70 m til loftet på 1. sal. Under præsentationsturen for presse og politikere var der da også flere der stødte mod, ligesom højden heller ikke fristede til at trodse forbuddet mod stående passagerer der.
Som første linje med dobbeltdækkerbusser i permanent drift udså man linje 350S, og på længere sigt var linje 1 og 16 også i tankerne. Efterfølgende viste det sig dog, at man ikke kunne få dobbeltdækkerbusser, der både havde tilstrækkelig ståhøjde og kunne komme under diverse broer undervejs. HT havde dog ikke tabt modet og satsede i stedet på linje 97N, 250S og 300S, hvor der ved HT's 9. udbud i 1999 skulle bydes med både dobbeltdækkerbusser og ledbusser. Udbuddet blev vundet af City-Trafik i januar 2000 med virkning fra 2. juli 2000 og medførte, at linje 97N og 250S skulle have indsat dobbeltdækkerbusser. Ved samme lejlighed forventedes det, at der i løbet af de følgende 10 år skulle indsættes yderligere 200 dobbeltdækkerbusser på de tunge buslinjer i København, svarende til 20 % af alle HT's busser. Linje 300S måtte man dog opgive at indsætte dobbeltdækkerbusser på, da jernbanebroen ved Lyngby St. viste sig at være for lav. De kom heller ikke ud at køre på linje 97N, formentlig på grund af bekymringer for, om der kunne holdes orden på første sal på natbuslinjen.
Dobbeltdækkerbusserne til linje 250S blev 22 engelskbyggede Volvo B7L Pusher/East-Lancs (nr. 2801-2822), der var treakslede og med motoren placeret i venstre baghjørne. Karosseriet fra East-Lancs var af en almindelig type i Storbritannien, hvor den dog var kortere og bygget på en toakslet udgave af B7L-chassiset. I den danske udgave blev typen bygget i fuld 12 m længde og med venstrestyring. De 4,1 m høje busser havde plads til 27 siddende og 25-30 stående forneden og 46 siddende foroven. Ståhøjden var mellem 1,84 og 1,97 m forneden og 1,74 m foroven. Der var to dobbeltdøre foran og midtpå, en dør bagi og to trapper til henholdsvis op- og nedstigning. Foroven var standsertryk lavet som to lange gummilister i loftet, der skulle trykkes på, mens der forneden benyttedes almindelige stopknapper. Derudover var der et overvågningskamera forrest på førstesalen.
For at undgå at busserne kom i klemme under lave broer var der lavet faste omkørselsveje. Desuden var der lavet et elektronisk GIS-kort med lave broer, der sammen med satellit-overvågning sørgede for at aktivere en alarm i busserne, inden de kom for tæt på dem. Tiltagene skulle ses i lyset af en ulykke 27. februar 2001, hvor en toetages turistbus fik taget skrællet af, da den ville køre under Knippelsbro med to dræbte og 51 kvæstede til følge.

### Indsættelsen af dobbeltdækkerbusserne
Leveringen af dobbeltdækkerbusserne blev forsinket flere gange. Den første bus blev præsenteret ved et arrangement foran Frederiksberg Rådhus 19. december 2000 i anledning af, at John Winther gik af som både borgmester og formand for Hovedstadens Udviklingsråd (HUR). Efter at flere var kommet til, kunne driften med dobbeltdækkerbusserne imidlertid indvies ved et arrangement på Axeltorv 3. april 2001, hvor fem af de nye busser var stillet op. Den nye formand for HUR, Kristian Ebbensgaard, formanden for HUR's trafikudvalg, Mads Lebech, og Københavns overborgmester Jens Kramer Mikkelsen talte, og HT-orkestret spillede. Desuden var der en konkurrence, hvor man kunne vinde en rejse til London, der er kendt for sine dobbeltdækkerbusser. Derefter var der præsentationstur i en reserveret bus for presse og indbudte gæster, mens to andre busser kørte med almindelige nysgerrige. Efterfølgende begyndte dobbeltdækkerbusserne så at afløse de hidtidige busser på linjen.
Det varede dog frem til februar 2002, før alle 22 dobbeltdækkerbusser var til rådighed. City-Trafik måtte derfor indsætte andre busser, fra da Arrivas ledbusser udgik 2. juli 2000, og indtil dobbeltdækkerbusserne kunne indsættes i fuldt omfang. Det blev 30 brugte 12 m højgulvgulvsbusser fordelt 14 Volvo B10M/Aabenraa-nærtrafikbusser fra 1987-1988, 14 Volvo B10M/DAB-bybusser fra 1988 og to Volvo B10M/DAB-bybusser fra 1988 fra 1987-1988. Enkelte af busserne var tidligere blevet ombygget til S-busstandard. Der blev anskaffet 30 busser, da det var nødvendigt at indsætte flere afgange i dele af driftstiden af hensyn til kapaciteten. Både de midlertidige busser og dobbeltdækkerbusserne blev indsat fra City-Trafiks garageanlæg ved Thorvald Borgs Gade på Islands Brygge, tæt på den tidligere garage på Artillerivej.
Fra 27. september 2001 indsatte Arriva 14 næsten tilsvarende dobbeltdækkerbusser på linje 10, hvorefter der var i alt 36 dobbeltdækkerbusser i drift. Imens var man som nævnt ovenfor gået i gang med at planlægge ændringerne af busnettet i forbindelse med åbningen af metroen i 2002. Ved indførelse af stambusser, senere kendt som A-busser, regnede man med at indsætte dobbeltdækkerbusser på de senere linje 1A, 4A og 5A. I referencebusnettet var det tanken, at der skulle indsættes dobbeltdækkerbusser på linje 100S, 250S, 350S og 650S.
Sideløbende med indførelsen af dobbeltdækkerbusser var HUR imidlertid også gået i gang med at indsætte 13,7 m lange enetages busser på flere linjer. En sammenligning mellem de to bustyper i juni 2002 viste, at dobbeltdækkerbusserne kunne have problemer ved broer og træer, mens 13,7 m-busserne krævede mere plads ved stoppesteder og i kurver. Fælles var, at der var længere stoppestedsophold. Hvis frekvensen på linjerne blev reduceret, fordi der var flere pladser i de enkelte busser, førte det desuden til faldende passagertal. De færre busser medførte dog også besparelser, så produktiviteten blev øget med 3-10 %, selvom vogntimeprisen var 7 % højere for 13,7 m-busser og 16 % højere for dobbeltdækkerbusser end ved almindelige 12 m-busser. Et endeligt valg mellem de to typer busser kunne ikke træffes, men de burde dog kun bruges på linjer med høj frekvens.
I praksis blev det imidlertid ikke til flere end de 36 dobbeltdækkerbusser. I stedet blev det almindelige enetages lavgulvs 12 m-busser og de nye 13,7 m-busser, der kom til at betjene A-buslinjerne, da de blev indført i oktober 2002. Det skulle blandt ses på baggrund af, at dobbeltdækkerbussernes højde gjorde det svært at flytte dem til andre linjer uden at få problemer med lave broer, træer og andre forhindringer. Det havde betydning, for etableringen af metroen og indførelsen af A-busnettet medførte, at en række af de eksisterende buslinjer måtte ændres, heriblandt netop linje 10 og 250S. Linje 250S fik reduceret driften, hvilket betød at der blev seks dobbeltdækkerbusser til overs. City-Trafik havde krav på kompensation, så de tiloversblevne busser måtte indsættes andetsteds. I første omgang blev de indsat på myldretidslinjen 72E i 2002-2003, og efter nedlæggelsen af den i 2003 blev de flyttet til linje 650S. Da den blev reduceret til myldretidslinjen 65E i 2004, fortsatte de der. Derudover kørte de 2010-2011 på linje 16E. Men fælles for de nævnte linjer var, at de egentlig slet ikke havde brug for store busser. Linje 66 havde i øvrigt også dobbeltdækkerbusser i 2011-2012, men her som ekstrakørsel. Kollegaerne fra linje 10 blev til gengæld flyttet til linje 15 i maj 2003, hvor de gjorde noget mere gavn, indtil de blev taget ud af drift der i oktober 2007.
Tilbage i maj 2003 kom der fokus på varmen i dobbeltdækkerbusserne, fordi airconditionanlæggene ikke virkede, som de skulle. Efter krav fra HUR blev der derfor som et midlertidig løsning indbygget skydevinduer på første sal. Efterfølgende fik dobbeltdækkerbusserne så ombygget airconditionanlæggene i England i løbet af sommeren og efteråret 2004. Der blev også ændret på designet. Oprindeligt havde alle S-busser været gule med blå/hvide striber i tagkanten, men i 2003 blev det besluttet, at de i stedet skulle være gule med forreste højre og bagerste venstre hjørne i lyseblåt. På den måde kom de til at svare til A-busserne, der havde fået røde hjørner, da de blev indført i 2002. Den lyseblå farve blev desuden i forvejen anvendt på stoppesteder, linjekøreplaner og trafikkort. Derudover havde blandt andet ledbusserne tidligere haft det som baggrundsfarve på de rullefilm, de brugte til destinationsskiltene.

### I én etage igen
I oktober 2011 offentliggjorde Movia, at dobbeltdækkerbusserne stoppede med at køre i København, når kontrakten med City-Trafik udløb den 21. oktober 2012. Ifølge Movia var dobbeltdækkerbusserne for høje for mange broer, hvilket begrænsede deres mulighed for at komme rundt i byen. Desuden havde passagererne svært ved at vænne sig til at gå op ad trappen for at få en siddeplads, hvorfor de mange siddepladser ovenpå blev udnyttet dårligt. På det tidspunkt var den eneste anden linje med dobbeltdækkerbusser linje 65E, men den blev nedlagt ved samme lejlighed. Da linje 65E imidlertid kun kørte i myldretiderne, blev sidste dag dér fredag 19. oktober 2012, mens linje 250S fik en ekstra dag med dobbeltdækkerbusser.
Sidst på eftermiddagen 20. oktober 2012 blev der kørt en enkelt omgang med en dobbeltdækkerbus på linje 42 og 43 mellem Nørreport St. og Værebroparken. Det var nogle busentusiaster, der havde sørget for denne eneste kørsel med dobbeltdækkerbus på linjeparret i forbindelse med, at linje 43 også blev nedlagt efter at have eksisteret i 56 år. Den sidste tur med en dobbeltdækkerbus blev kørt på linje 250S natten mellem lørdag 20. oktober og søndag 21. oktober 2012 med afgang fra Bella Center St. kl. 0.25 og planmæssig ankomst til Buddinge St. kl. 1.12. Bussen, City-Trafik 2801, blev foreviget flere steder undervejs, ligesom en del personer kørte med på første sal for at få en sidste tur med en dobbeltdækkerbus. Det elektroniske destinationsskilt skiftede mellem flere særlige tekster så som "Sidste dobbeltdækker".
Af de 22 dobbeltdækkerbusser, der var anskaffet til linje 250S, var der 21 tilbage, da en var udrangeret efter en brand i 2009. 20 af de andre dobbeltdækkerbusser blev efter udrangeringen i 2012 ombygget til sightseeingbusser, heraf nogle med åben tagetage. Nogle af dem kørte efterfølgende nogle år som sådan i København, mens andre kom til Estland, Finland og Island. Den enlige bus, der ikke blev ombygget, var City-Trafik 2806, der i stedet henstod flere år i Berlin. I efteråret 2017 blev den hjembragt af ejeren Preben Paaske, der udlånte den til Sporvejsmuseet Skjoldenæsholm. Her har den været udstillet i museets Bushallen siden 2018. Det viste sig at være populært blandt de besøgende at sidde foran på første sal i den og se udover hallen. Bussen blev overtaget af museet i 2022.
Driften på linje 250S blev overtaget af Nettbuss med garageanlæg på Stamholmen på Avedøre Holme. Af hensyn til kapaciteten blev de 14 nyindsatte enetages busser, der erstattede dobbeltdækkerbusserne, 13,7 m lange VDL Citea-busser (nr. 8416-8429). De nye busser havde plads til stort set lige så mange passagerer men med en større andel af ståpladser. Busserne kunne også mødes om natten på natbuslinje 94N til Hillerød og fulgte efterfølgende med, da Nettbuss og City-Trafik blev fusioneret til Keolis i 2014. I 2019 medførte omlægningerne i forbindelse med Nyt Bynet, at der blev brug for flere busser på linjen. Der blev derfor overført nogle 12 m lange VDL Citea fra linje 14 (nr. 8433-8438), der fik reduceret driften ved samme lejlighed. I slutningen af juni 2021 blev 12 m-busserne dog hovedsageligt erstattet af 13 m lange Iveco Crossway LE (nr. 2993-2999).
15. december 2024 overgik linje 250S til Umove, der indsatte 13 m lange elbusser af typen BYD B13E. Busserne adskiller sig udadtil ved at være helt gule, idet kravet om blå hjørner på S-busserne bortfaldt fra og med dette udbud. Til gengæld vises linjenummeret så med hvid skrift på blå baggrund. Busserne oplades på garageanlæggene med cirka halvdelen i henholdsvis Bagsværd og Tårnby. Indsættelsen af elbusser var en del af Movias generelle omstilling af driften fra dieselbusser, der havde været i gang siden 2019. Ved omstillingen af linje 250S og en række andre linjer samme dag kunne man imidlertid markere, at det nu var halvdelen af Movias busser, der var elbusser.

## Fakta
- Linjeføring
  - Bagsværd St. – Vadstrupvej – Brudelysvej – Smørmosevej – Krogshøjvej – Klausdalsbrovej – Gladsaxe Møllevej – Gladsaxe Trafikplads – Gladsaxe Møllevej – Hillerødmotorvejen – Hareskovvej – (< Utterslevvej <) – Bellahøj – Frederikssundsvej – Nørrebro St. – > Folmer Bendtsens Plads >(/< Nørrebrogade < Hyltebro <) – Lundtoftegade – Borups Plads – Ågade – Bülowsvej – Rosenørns Allé – Gyldenløvesgade – H.C. Andersens Boulevard – Rådhuspladsen St. – Vesterbrogade – Hovedbanegården – Bernstorffsgade – Hambrosgade – Rysensteensgade – Langebro – Amager Boulevard – Amagerbrogade – Sundbyvester Plads – Amager Landevej – Tårnbyvej – Tårnby St. – Englandsvej – Kirkevej – Møllegade – Møllevej – Krudttårnsvej – Sydstranden – Søndre Strandvej – Vestgrønningen (> Stationsvej >) – Dragør Stationsplads[131]

- Overordnede linjevarianter
  - Bagsværd St. – Dragør Stationsplads (ikke nat)[131]
  - Gladsaxe Trafikplads – Dragør Stationsplads (kun nat)[131]

- Materiel
  - 10 13 m-busser af typen BYD eBus B13E01 garageret hos Umove, Bagsværd (fælles med linje 94N)[126]
  - 10 13 m-busser af typen BYD eBus B13E01 garageret hos Umove, Tårnby[127]

| Fra        | Entreprenør og garage            |
| ---------- | -------------------------------- |
| 25-09-1994 | Bus Danmark, Artillerivej        |
| 02-06-1996 | Bus Danmark, Islev               |
| 30-05-1999 | Arriva, Ballerup                 |
| 02-07-2000 | City-Trafik, Thorvald Borgs Gade |
| 21-10-2012 | Nettbuss, Stamholmen             |
| 30-09-2014 | Keolis, Stamholmen               |
| 15-10-2023 | Keolis, Naverland                |
| 15-12-2024 | Umove, Bagsværd og Tårnby        |

| År          | 2021      | 2022      | 2023      | 2024      |
| ----------- | --------- | --------- | --------- | --------- |
| Passagertal | 2.390.516 | 2.987.169 | 3.112.767 | 3.475.131 |

## Kronologisk oversigt
Nedenfor er der gjort rede for permanente og længerevarende midlertidige ændringer. Der er set bort fra ændringer af få dages varighed samt oprettelse og nedlæggelse af stoppesteder.
| Dato                        | Hændelse |
| --------------------------- | --- |
| 25-09-1994                  | Linje 250S oprettes ad følgende rute: Københavns Lufthavn, Indenrigs – Københavns Lufthavn, Udenrigs – Ellehammersvej – Amager Strandvej – Skøjtevej – Kastruplundgade – Saltværksvej – Amager Landevej – Sundbyvester Plads – Amagerbrogade – Amager Boulevard – Langebro – Rysensteensgade – Hambrosgade – Bernstorffsgade – Hovedbanegården – Vesterbrogade – Rådhuspladsen – H.C. Andersens Boulevard – Gyldenløvesgade – Åboulevarden – Ågade – Bispeengbuen – Borups Allé – Bellahøj – Hareskovvej – Høje Gladsaxe Vej – Gladsaxevej – Gladsaxe Ringvej – Buddingevej – Buddinge St. I myldretiderne køres ekstra mellem Sundbyvester Plads og Bellahøj. Linjen erstatter linje 64, 74E og 163E, der nedlægges. Desuden afkortes linje 32 fra Lufthavnen til Sundbyvester Plads. |
| 19-11-1994                  | Endestationen i Lufthavnen flyttet fra Indenrigs til Udenrigs. |
| 01-01-1995                  | Kørslen i myldretiden ændres, så der mod nord enten køres fra Lufthavnen til Bellahøj eller fra Sundbyvester Plads til Buddinge St. |
| 28-05-1995                  | Kørslen i myldretiden ændres, så ekstrakørslen nu er mellem Lufthavnen og Rådhuspladsen. Mellem Rådhuspladsen og Bellahøj erstattes ekstrakørslen af ny linje 67. |
| 15-03-1995 – ca. 01-10-1995 | Omlægges fra Langebro ad Rysensteensgade – Vester Voldgade – Kalvebod Brygge – Puggaardsgade – Hambrosgade til Bernstorffsgade. Omlægningen gælder kun i retning mod Buddinge St. og skyldes reparation af Langebro. |
| 15-08-1995 – 12-11-1995     | Omlægges i retning mod Buddinge St. så der køres direkte ad Hammerichsgade i stedet for via Rådhuspladsen. Omlægningen skyldes ombygning af Rådhuspladsen. |
| 02-06-1996                  | Ekstrature mellem Lufthavnen og Rådhuspladsen afkortes fra Rådhuspladsen til Hovedbanegården. I løbet af sommeren og efteråret indsættes ledbusser. |
| 28-09-1997                  | Myldretidsturene til Hovedbanegården forlænges atter til Rådhuspladsen. |
| ??-04-1998 – 30-04-1998     | Der indsættes forsøgsvis en dobbeltdækkerbus lånt hos Berliner Verkehrsbetriebe (BVG). |
| 27-09-1998                  | Forlænges til Københavns Lufthavn, Indenrigs udenom den gamle udenrigsterminal. Korte ture nu kun mellem Rådhuspladsen og Sundbyvester Plads. |
| 02-07-2000                  | Endestationen i Københavns Lufthavn flyttes fra Indenrigs til Terminal 3. Ny kontrakt med dobbeltdækkerbusser, som dog først leveres og idriftsættes i 2001. |
| 27-07-2000 – okt/nov 2000   | Myldretidsturene til Rådhuspladsen omlægges i retning mod denne ad Tietgensgade – H.C. Andersens Boulevard. Omlægningen skyldes bilkøer som følge af vejarbejde ved Hovedbanegården. |
| 03-04-2001                  | Der indsættes dobbeltdækkerbusser. |
| 20-10-2002                  | Myldretidsture mellem Rådhuspladsen og Sundbyvester Plads udgår og erstattes af ny linje 5A. |
| 23-05-2004                  | Omlægges ad Kastruplundgade – Alleen – Amager Strandvej. Omlægningen skyldes etablering af metroens Østamagerbanen. |
| 17-10-2004                  | Omlægges ad Saltværksvej i stedet for ad Skøjtevej. Omlægningen skyldes at højden på broen over Skøjtevej ændres i forbindelse med anlæg af metro. |
| 16-03-2008                  | Omlægges ad H.C. Ørsteds Vej – Forum St. – Rosenørns Allé i stedet for ad Åboulevard. Afkortes og omlægges så der i stedet for at køre til Lufthavnen fra Amager Boulevard køres ad Klaksvigsgade – Thorshavnsgade – Njalsgade – Isafjordsgade – Halfdansgade – Leifsgade – Kigkurren – Artillerivej til Islands Brygge, Artillerivej. Kørslen til Lufthavnen overtages af linje 5A, der forlænges dertil, mens linje 250S selv erstatter linje 40, der omlægges til Refshaleøen. Om morgenen er der forstærket drift fra Hovedbanegården til Artillerivej og om eftermiddagen omvendt. |
| 20-06-2011                  | Omlægges ad Sturlasgade – Islands Brygge – Thorvald Borgs Gade i stedet for ad Artillerivej. Omlægningen skyldes vejarbejde. |
| 02-01-2012 – 03-09-2012     | Omlægges ad Hammerichsgade – Jernbanegade i retning mod Buddinge St. |
| 18-01-2012 – jan/feb 2013   | Omlægges ad H.C. Andersens Boulevard – Tietgensgade i retning mod Buddinge St. Omlægningen gælder kun i tidsrummet kl. 19-06 og skyldes vejarbejde på Bernstorffsgade. |
| 01-04-2012                  | Omlægges og forlænges i sommerhalvåret ad "gammel" Artillerivej (nu Knud Kristensens Gade) – August Gardes Vej (nu "ny" Artillerivej) – Lossepladsvej (nu "ny" Artillerivej) – Vejlands Alle til Bella Center St. med sløjfe ad Vejlands Alle – Ørestads Boulevard – Center Østvej – Center Boulevard. Korte ture afkortes til Thorvald Borgs Gade (nu Hilmar Baunsgaards Boulevard), i det der vendes på garageanlægget der. |
| ??-04-2012                  | Omlægges ad "gammel" Artillerivej (nu Vilhelm Buhls Gade) – Lossepladsvej (nu Rundholtsvej). Omlægningen skyldes vejomlægning. |
| 01-05-2012 – 06-10-2012     | Omlægges ad Halfdansgade – Snorresgade. Omlægningen skyldes vejarbejde. |
| 21-10-2012                  | Dobbeltdækkerbusserne erstattes af 13,7 m-busser. Endestationen ved Bella Center St. ændres, så der køres i sløjfe ad Center Boulevard – Center Østvej – Ørestads Boulevard – Vejlands Alle, dvs. modsat af før. Kørsel til Bella Center St. gøres samtidig helårlig. Omlægges så der atter køres ad Kigkurren – Artillerivej. Korte tures endestation ved Islands Brygge flyttes fra Artillerivej til Kigkurren. |
| 13-04-2014                  | Omlægges i begge retninger ad Rosenørns Allé – Bülowsvej i stedet for H.C. Ørsteds Vej – Åboulevard. Omlægningen skyldes problemer med kø. |
| 30-01-2017                  | Der indføres drift en gang i timen om natten, så linjen kommer til at køre døgnet rundt. Derved erstatter den dele af linje 92N og 96N, der begge nedlægges. |
| 06-03-2017 – 01-11-2017     | Omlægges ad Gladsaxevej – Maglegårds Allé – Horsebakken – Utterslevvej. Omlægningen skyldes vejarbejde på en bro over Hillerødmotorvejen. Fra maj (?) køres normal rute mod Buddinge St. Fra 23. april til et tidspunkt mellem 24. maj og 31. juli køres der ad Høje Gladsaxevej – Ruten – Åkandevej – Frederikssundsvej i retning mod Bella Center St. på grund af vejarbejde og ensretning af Utterslevvej. |
| 23-04-2017 – 05-06-2019     | Omlægges ad Buddingevej – Klausdalsbrovej til Buddinge St. og retur ad Klausdalsbrovej – Buddinge hovedgade. Omlægningen skyldes ombygning af busterminalen ved Buddinge St. |
| 13-10-2019                  | I forbindelse med åbningen af Cityringen og etableringen af Nyt Bynet omlægges linjen fra Hareskovvej ad Hillerødmotorvejen – Gladsaxe Møllevej – Gladsaxe Trafikplads – Gladsaxe Ringvej – Hillerødmotorvejen – Vadstrupvej – Bindeledet til ny endestation ved Bagsværd St. Strækningen mellem Gladsaxe Trafikplads og Bagsværd St. betjenes kun i myldretiderne. Mellem Hareskovvej og Ågade omlægges linjen ad Hareskovvej – (< Utterslevvej <) – Bellahøj – Frederikssundsvej – Nørrebro St. – Nordre Fasanvej – Hillerødgade – Lundtoftegade – Borups Plads. Fra Langebro omlægges linjen ad Amager Boulevard – Amagerbrogade – Sundbyvester Plads – Amager Landevej – Tårnbyvej – Tårnby St. – Englandsvej – Kirkevej – Møllegade – Møllevej – Krudttårnsvej – Sydstranden – Søndre Strandvej – Vestgrønningen (> Stationsvej >) til en ny endestation på Dragør Stationsplads. Omlægningen til Dragør Stationsplads erstatter linje 350S der afkortes. Kørslen til Bella Center St. erstattes af linje 68 der forlænges. |
| 20-06-2020 - ca. 17-08-2020 | Ture til og fra Bagsværd St. omlægges gennem Gladsaxe Trafikplads i stedet for at køre udenom ad Gladsaxe Møllevej - Gladsaxe Ringvej. Omlægningen skyldes letbanebyggeri. |
| 22-06-2020 - 25-09-2020     | Omlægges ad Hulgårdsvej - Nordre Fasanvej i retning mod Dragør Stationsplads mandag-fredag kl. 7-19. |
| Ca. 16-08-2020              | Omlægges ad Lundtoftegade - Hyltebro - Nørrebrogade i retning mod Bagsværd st. |
| 07-10-2020                  | Omlægges ad Nørrebrogade - Folmer Bendtsens Plads - Lundtoftegade i retning mod Dragør Stationsplads. |
| 18-03-2021                  | Ny terminal tages i brug på Gladsaxe Trafikplads. Fra 29-03-2021 kører busser fra Bagsværd St. via terminalen, mens ture til Bagsværd St. stopper på Gladsaxe Møllevej. |
| 13-09-2021 - ca. aug. 2022  | Omlægges ad Åboulevard - H.C. Ørsteds Vej. Omlægningen skyldes anlæg af Rolighedsvej Bycampus og ensretning af Bülowsvej. |
| 14-02-2022 - ca. 20-09-2022 | Omlægges ad Nørrebrogade - Jagtvej i retning mod Dragør Stationsplads. Omlægningen skyldes vejarbejde. |
| 01-04-2022 - ca. 27-11-2022 | Skiftende omlægninger i retning mod Bagsværd St. som følge af vejarbejde og levetidsforlængelse af Frederikssundsvej-tunnellen. Fra 1. april 2022 køres ad Hulgårdsvej - Borups Allé - Frederikssundsvej-tunnellen. Fra 29. august 2022 omlægges linjen, så der køres direkte ad Borups Allé - Frederikssundsvej-tunnellen i stedet for via Nørrebro St. Fra 23. september 2022 køres ad Jagtvej - Nuuks Plads St. - Borups Allé - Frederikssundsvej-tunnellen. |
| 18-04-2023 - ca. 23-11-2023 | Omlægges ad Hulgårdsvej - Borups Allé - Frederikssundsvej-tunnelen i retning mod Bagsværd St. og ad Frederikssundsvej-tunnelen - Borups Allé i stedet for via Nørrebro St. i retning mod Dragør Stationsplads. Omlægningen skyldes vejarbejde. |
| 10-12-2023                  | Omlægges mellem Bagsværd St. og Gladsaxe Trafikplads ad Brudelysvej - Smørmosevej - Krogshøjvej - Klausdalsbrovej - Gladsaxe Møllevej. Alle afgange i dag- og aftentimerne får endestation ved Bagsværd St. |
| 10-12-2023 - ca. 23-05-2025 | Omlægges mellem Vadstrupvej og Smørmosevej ad Krogshøjvej - Aslaksvej - Laurentsvej. Omlægningen skyldes vejarbejde. Fra 17. oktober 2024 til ca. 3. februar 2025 ændres omlægningen, så der køres ad Gladsaxe Møllevej - Buddinge Hovedgade i retning mod Bagsværd st. |
| 12-2-2024 - 11-08-2024      | I myldretiderne deles linjen i to, så der køres henholdsvis Bagsværd St. - Gladsaxe Trafikplads og Gladsaxe Trafikplads - Dragør Stationsplads. Fra 22. februar 2024 ændres kørslen udenfor myldretiderne så der køres direkte ad Gladsaxe Møllevej udenom terminalen på Gladsaxe Trafikplads. Fra 28. april 2024 ændres kørslen igen, så den er opdelt i to med skift på Gladsaxe Trafikplads i hele driftsdøgnet. |
| 11-08-2024                  | Opdeling ved Gladsaxe Trafikplads ophører. I stedet kører alle ture i dag- og aftentimerne mellem Bagsværd St. og Dragør Stationsplads. Om natten køres stadig kun mellem Gladsaxe Trafikplads og Dragør Stationsplads. |